# Chief Islander (Tristan da Cunha)

Flagge von Tristan da Cunha

Der Chief Islander von Tristan da Cunha ist das höchste gewählte Amt auf Tristan da Cunha, einem gleichberechtigten Teil des Britischen Überseegebietes St. Helena, Ascension und Tristan da Cunha. Er steht dem Inselrat von Tristan da Cunha, der Legislative, vor. Der Administrator von Tristan da Cunha ist hingegen ernannter Vertreter des Gouverneurs des Überseegebietes und damit Leiter der Exekutive.
Der Chief Islander wird für jeweils drei Jahre gewählt.

## Liste der Chief Islander

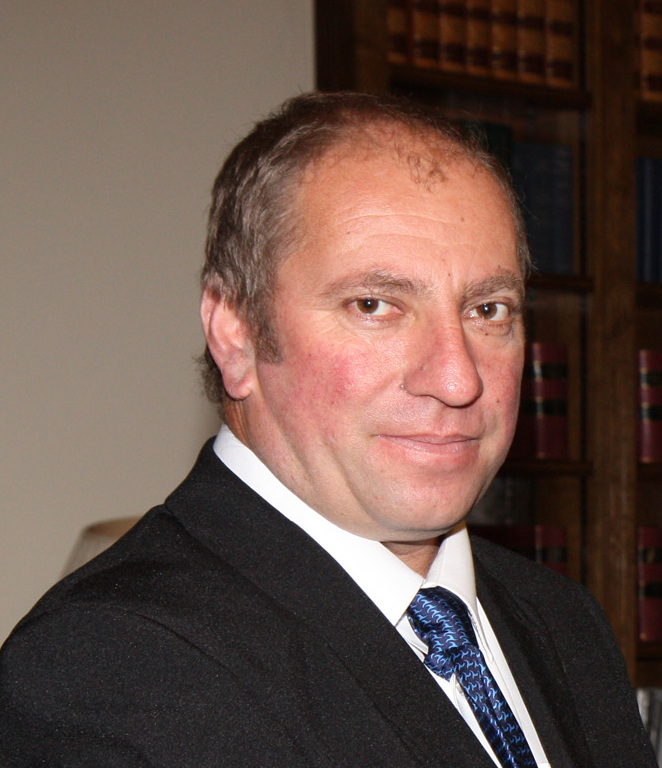
Ian Lavarello

Tristan da Cunha hatte in den vergangenen knapp 50 Jahren nur sieben verschiedene Chief Islander, wovon vier den Nachnamen Glass, zwei den Nachnamen Green und einer den Nachnamen Lavarello trugen.
| Nr. | Name          | Lebensdaten | Amtszeit  |
| --- | ------------- | ----------- | --------- |
| 1   | Harold Green  | 1934–       | 1970–1973 |
| 2   | Albert Glass  | 1953–2007   | 1973–1979 |
| 3   | Harold Green  | 1934–       | 1979–1982 |
| 4   | Albert Glass  | 1953–2007   | 1982–1985 |
| 5   | Harold Green  | 1934–       | 1985–1988 |
| 6   | Anne Green    | 1952–       | 1988–1991 |
| 7   | Lewis Glass   |             | 1991–1994 |
| 8   | James Glass   |             | 1994–2003 |
| 9   | Anne Green    | 1952–       | 2003–2007 |
| 10  | Conrad Glass  | 1961–       | 2007–2010 |
| 11  | Ian Lavarello | 1970–       | seit 2010 |